# Mezzanego
Mezzanego é uma comuna italiana da região da Ligúria, província de Génova, com cerca de 1.301 habitantes. Estende-se por uma área de 28 km², tendo uma densidade populacional de 46 hab/km². Faz fronteira com Borzonasca, Carasco, Ne, San Colombano Certénoli, Tornolo (PR).

## Demografia
| Variação demográfica do município entre 1861 e 2011                               |
|                                                                                   |
| Fonte: Istituto Nazionale di Statistica (ISTAT) - Elaboração gráfica da Wikipedia |